# Història del tennis a Catalunya
Breu història del tennis a Catalunya.

## Història

### Els orígens i els primers clubs

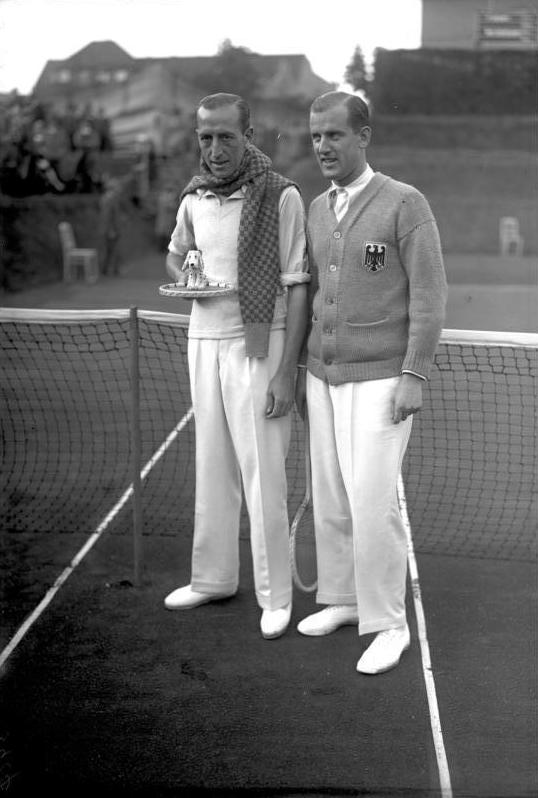
Eduard Flaquer (esquerra)

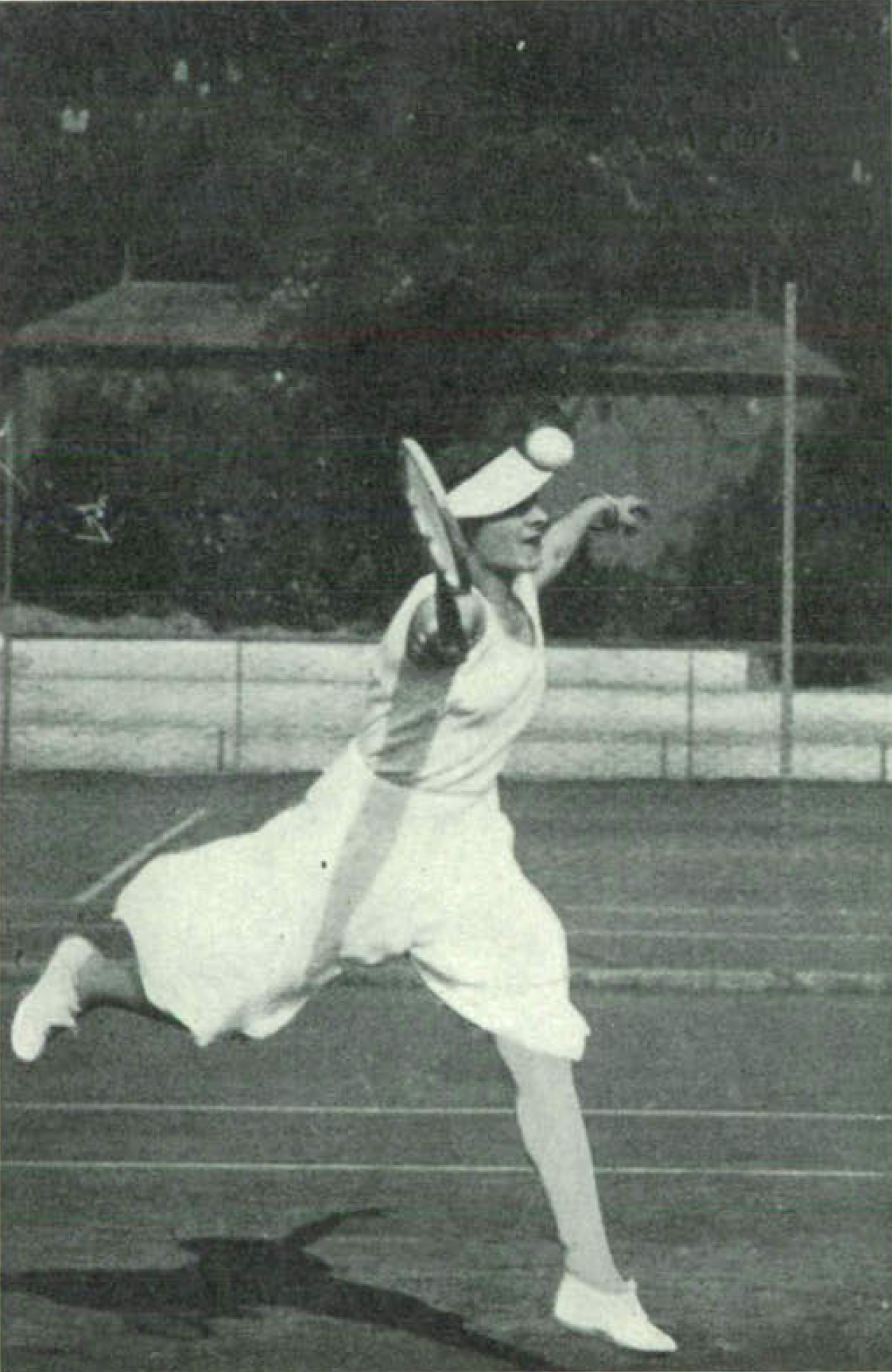
Lilí Álvarez

El tennis comença a ser practicat a Catalunya a finals del segle xix a ciutats com Barcelona o Reus per membres de la colònia anglesa i per membres de la burgesia catalana que s'hi relacionaven. Era, evidentment, un esport de classe alta. D'entre els principals clubs destaquem el Barcelona Lawn Tennis Club (1899, primer de l'estat, amb majoria anglesa, actual Reial Club de Tennis Barcelona), Sportverein (dels alemanys), Club Tennis La Salut (1902), Polo Jockey Club (1904), Real Sportmen's Club (1904), Reial Club de Tennis del Turó (1905), Football Club Vilafranca (1905), Reial Societat Esportiva Pompeia de Barcelona (1905), Catalunya Lawn Tennis Club (1906), Reial Sport Tennis Club de Reus (1910), Lawn Tennis Club d'Horta (1912) i Club Tennis Barcino (1917, com a entitat del CADCI). Catalunya LT i Barcelona LT es fusionaren el 1909, mantenint el nom del segon.

### Les primeres associacions i competicions
El 1904 es funda l'Associació de Lawn Tennis de Barcelona (primera de l'estat), que ingressà, com a membre de ple dret a la Lawn Tennis Association (la federació internacional del moment). Més tard, el 1913, es transformà en Associació de Lawn Tennis de Catalunya. Les primeres competicions esportives també es disputaren a Catalunya. El 1903 se celebra el primer Concurs Internacional de Tennis. L'any següent es disputa la primera Copa del Rei de Tennis. I el 1917 es diputa el primer Campionat de Catalunya de Tennis. En tots aquests tornejos, el Barcelona LT fou important organitzador.

### El tennis es desenvolupa

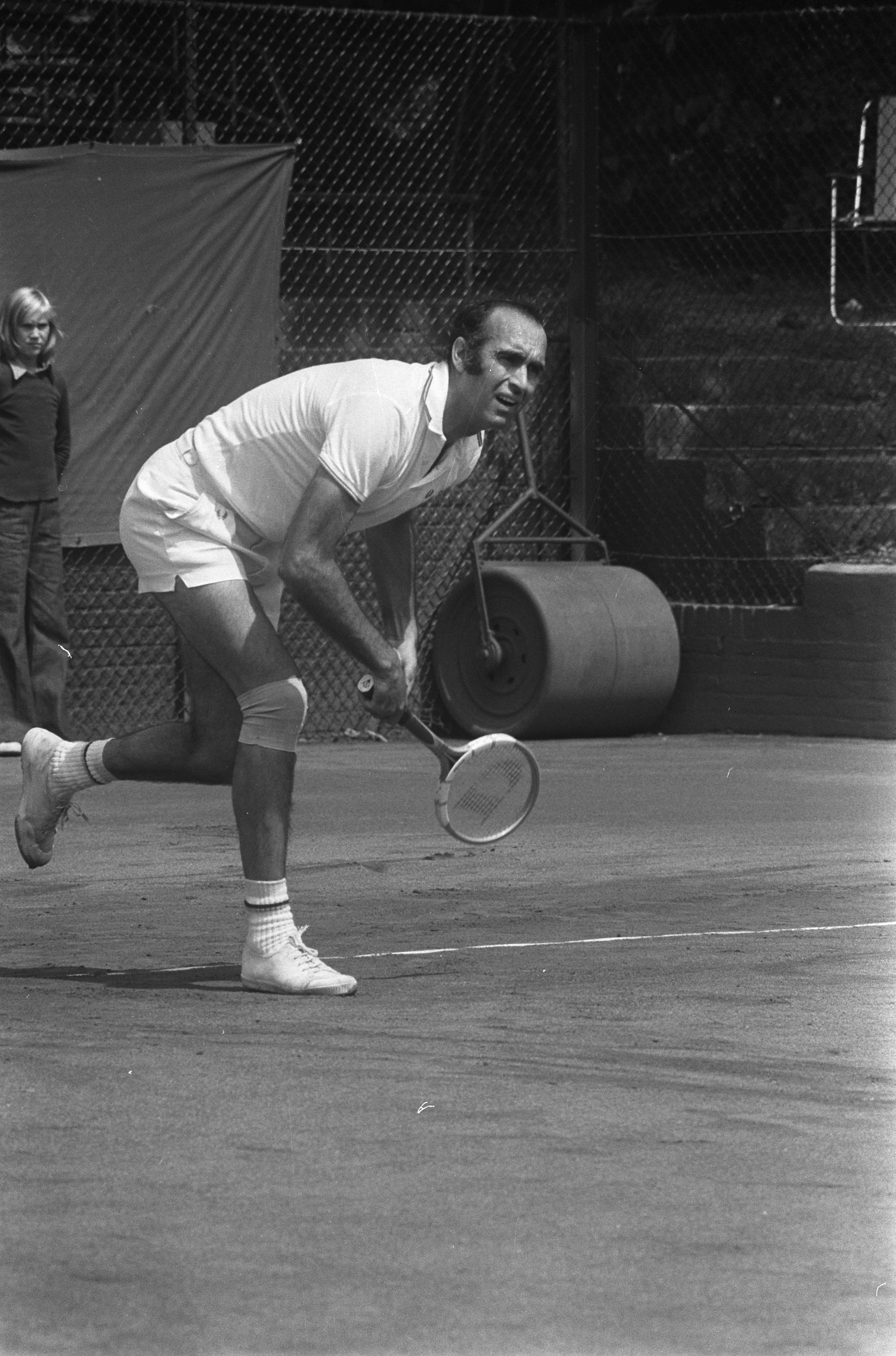
Andreu Gimeno

El 1923 es disputa a l'antic Palau de la Indústria del Parc de la Ciutadella el primer Campionat del Món de tennis en pista coberta. Deu anys més tard, el Barcelona LT organitza el partit de Copa Davis entre Espanya i Anglaterra. Durant aquests anys sorgeixen molts clubs, que s'expandeixen per moltes poblacions, com el Club Tennis Sabadell (1929).
La Guerra civil espanyola trencà momentàniament l'activitat tennística, però aviat es reprengué l'activitat, organitzant-se l'any 1942 els primers Campionats de Catalunya de Veterans. El 1953, al RCT Barcelona es produeix un fet que tindrà forta repercussió en els anys posteriors: la creació del torneig Comte de Godó, de categoria internacional. Amb la disputa d'aquest torneig s'inauguren les noves pistes del Tennis Barcelona a Pedralbes. Al RCTB a partir de 1940, ja comencen a sorgir tot un seguit de bons jugadors. De tots ells, el millor fou Andrés Gimeno, campió d'Espanya del 56 al 59, del Godó el 1960, campió mundial el 1966 i del Torneig de Roland Garros el 1972. El tennis català és el més fort de l'estat; hi és el que guanya la majoria dels campionats d'Espanya i hi és la base de l'equip de Copa Davis, equip el qual va obtindre notables victòries als 40 i 50.
La dècada de 1960 és la més fructífera del tennis català. Amb homes no catalans però formats a Catalunya com Manuel Orantes, Manolo Santana i Juan Manuel Couder, i amb molts catalans, l'equip de Copa Davis aconsegueix els seus majors èxits. L'equip juga dues finals el 65 i el 67. Entre els triomfs individuals destaca Santana que guanya Wimbledon l'any 1966, a més de Roland Garros, US Open a Forest Hills i el Godó (1962). Joan Gisbert guanya el Godó el 1965. Orantes venç al Masters (1976), a l'Open dels EUA a Forest Hills (1975), Masters de Roma (1972) i el Godó (1969, 1971, 1976). El Campionat d'Espanya és guanyat principalment per tennistes catalans o formats a Catalunya.

### Els darrers anys

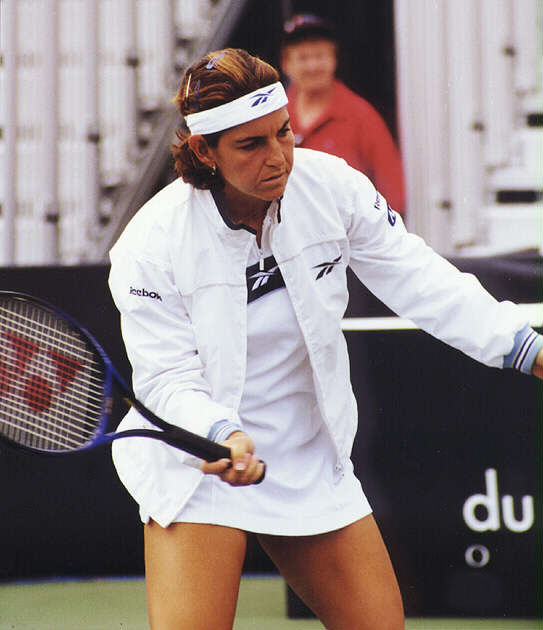
Arantxa Sánchez Vicario

Els darrers anys, els tennistes catalans o formats a Catalunya han continuat assolint victòries als grans tornejos internacionals. Així trobem triomfs a Roland Garros: Sergi Bruguera (1993, 1994), Carles Moyà (1998), Albert Costa (2002), Juan Carlos Ferrero (2003), Rafael Nadal (2005 i 2006) i Arantxa Sánchez Vicario (1989, 1994, 1998); Wimbledon: Conchita Martínez (1994); US Open: Arantxa Sánchez Vicario (1994) i al Masters: Alex Corretja (1998). També s'han aconseguit moltes medalles olímpiques, de plata: Jordi Arrese (1992), Sergi Bruguera (1996), Emilio Sánchez Vicario i Sergi Casal (1988 dobles), Arantxa Sánchez Vicario (1996), Arantxa Sánchez Vicario i Conchita Martínez (1992 dobles); i de bronze: Arantxa Sánchez Vicario (1992), Arantxa Sánchez Vicario i Conchita Martínez (1996 dobles), Àlex Corretja i Albert Costa (2000 dobles), i Conchita Martínez i Virginia Ruano (2004 dobles). Als tornejos per països, els tennistes catalans han participat activament en l'obtenció de dues Copes Davis (2000, a Barcelona, on Espanya derrotà Austràlia per 3-1 en una recordada final; i el 2004), així com cinc Copes Federació femenines (1991, 1993, 1994, 1995, 1998).
Però no només a nivell individual s'han aconseguit bons resultats. A nivell de clubs, cal destacar que els clubs catalans han estat els dominadors quasi exclusius del Campionat d'Espanya de clubs i a més han guanyat diversos Campionats d'Europa de clubs per part del Reial Club de Tennis Barcelona 1899 (1981, 1982, 1989, 1991, 1992, 2001) i el Club Tennis Barcino (1983, 1984, 1985, 2000).
Des de l'any 2009 la Reial Federació Espanyola de Tennis té la seu a la Font del Gat de Barcelona.

## Grans tennistes
- Abans de 1940
  - Eduard Flaquer
  - Francesc Sindreu
  - Raimon Morales
  - Ricardo Saprissa
  - Rosa Torras
  - Lilí Álvarez
  - Enrique Maier
- Entre 1940 i 1960
  - Jordi Soler Cabot
  - Isabel Maier
  - Pere Masip
  - Joan Manel Blanc
  - Pere Castellà
  - Lluís Carles
  - Jaume Bartrolí
  - Carles Ferrer Salat
  - Josep Maria Draper
  - Eduard Fleischner
  - Maria Josefa Riba
  - Alícia Guri
  - Albert Arilla
  - Josep Lluís Arilla
  - Andreu Gimeno
- Entre 1960 i 1980
  - Manuel Orantes
  - Juan Manuel Couder
  - Manuel Santana
  - Joan Gisbert
  - José Higueras
- Entre 1980 i 2000
  - Joan Aguilera
  - Emilio Sánchez Vicario
  - Sergi Casal
  - Javier Sánchez Vicario
  - Jordi Arrese
  - Tomàs Carbonell
  - Sergi Bruguera
  - Carles Costa
  - Albert Costa
  - Àlex Corretja
  - Arantxa Sánchez Vicario
  - Conchita Martínez
- Des del 2000
  - Fèlix Mantilla
  -  Carles Moyà
  - Tommy Robredo
  - Rafel Nadal